# Josef Stangl
Josef Stangl (ur. 12 marca 1907 w Kronach, zm. 8 kwietnia 1979 w Schweinfurcie) – niemiecki biskup rzymskokatolicki, biskup Würzburga w latach 1957–1979.

## Życiorys
Stangl przyjął święcenia kapłańskie 16 marca 1930. 27 czerwca 1957 został mianowany przez Piusa XII biskupem diecezjalnym diecezja würzburskiej. Konsekratorem był arcybiskup Bambergu Josef Schneider. Biskup Stangl zatwierdził zastosowanie egzorcyzmów wobec Anneliese Michel oraz zlecił ich wykonanie ojcu salwatorianinowi Arnoldowi Renzowi. Co więcej, wydał później oświadczenie, w którym stwierdził, że „szatan nie istnieje, a opętanie jest chorobą”. 28 maja 1977 Josef Stangl udzielił sakry biskupiej Josephowi Ratzingerowi, późniejszemu papieżowi Benedyktowi XVI. 8 stycznia 1979 złożył rezygnację z funkcji ordynariusza diecezji.